# Spielhagen (Gumtow)
Spielhagen ist ein Wohnplatz im Ortsteil Görike der Gemeinde Gumtow im Landkreis Prignitz in Brandenburg.

## Geografie
Der Ort liegt zwei Kilometer nordnordöstlich von Görike und drei Kilometer südwestlich von Gumtow in der Gemarkung von Görike. Die Nachbarorte sind Klein Schönhagen im Norden, Gumtow im Nordosten, Granzow im Osten, Görike im Südwesten, Schönhagen im Westen sowie Döllen im Nordwesten.